# Sony α230

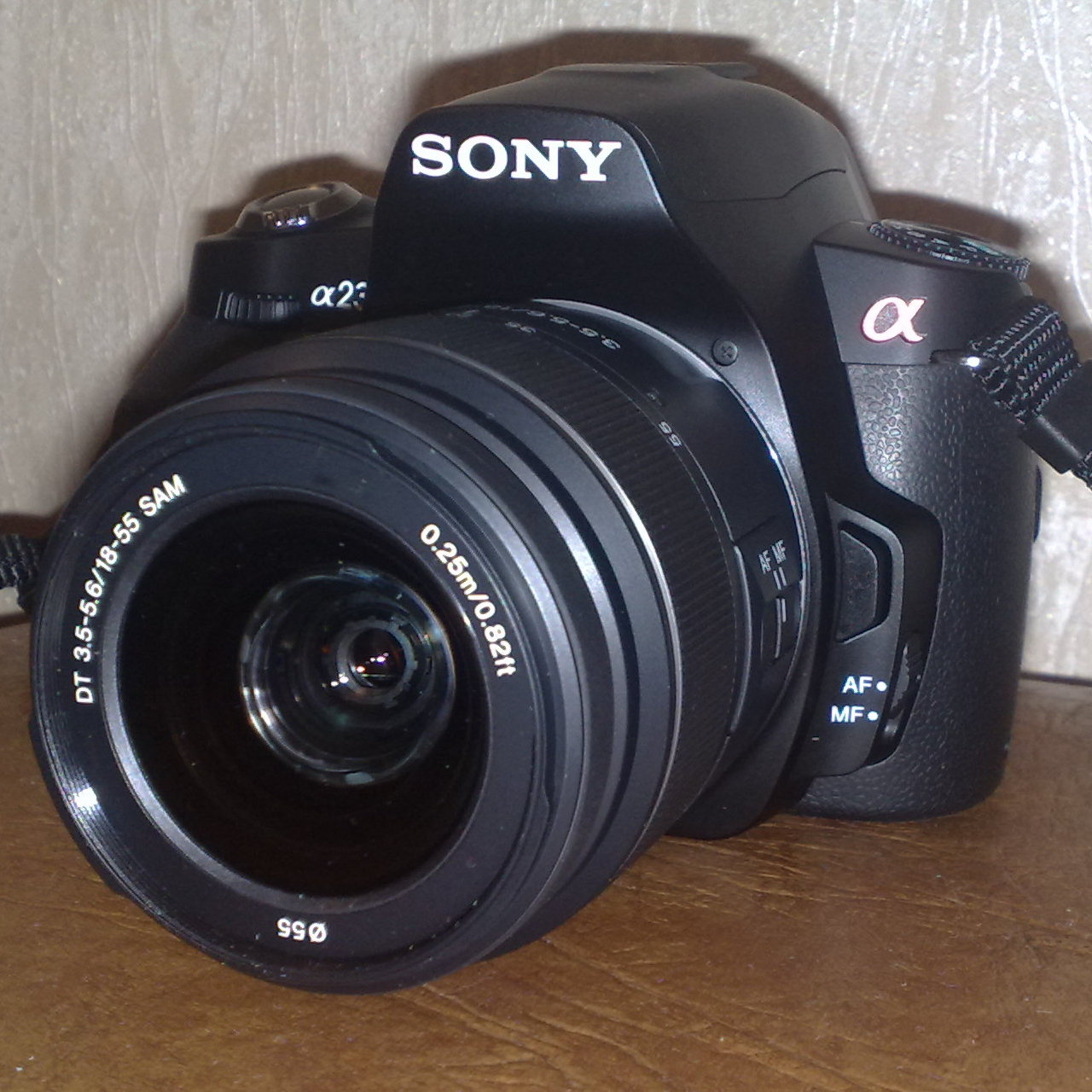
Sony α230

Sony α230 (oznaczenie fabryczne DSLR-A230) – lustrzanka cyfrowa (ang. DSLR, Digital Single Lens Reflex Camera) z serii α2xx, przeznaczona dla początkujących użytkowników, wyprodukowana przez firmę Sony i dostępna na rynku od maja 2009 do lipca 2010. Jest następcą modelu α200.
Wyposażona jest w matrycę CCD o efektywnej rozdzielczości ok. 10.2 megapiksela (APS-C), ekran Clear Photo LCD o przekątnej 2.7 cala i rozdzielczości 230 tys. punktów oraz system stabilizacji obrazu SteadyShot INSIDE. Aparat współpracuje z obiektywami Sony oraz Konica Minolta.

## Podstawowe dane techniczne
- typ: lustrzanka cyfrowa z wbudowaną lampą błyskową i wymiennymi obiektywami
- matryca: rozdzielczość efektywna 10,2 megapikseli
- maksymalna rozdzielczość: 3872 x 2592 pikseli
- typ przetwornika obrazu: przetwornik CCD
- czułość ISO: odpowiednik ISO 100 – 3200
- zakres czasów otwarcia migawki (s): 1/4000 – 30 i B
- nośniki: Memory Stick PRO Duo/Memory Stick PRO-HG Duo/Memory Stick PRO-HG Duo HX, SD / SDHC
- monitor: LCD ekran o przekątnej 2,7 cala (6,7 cm)
- podgląd na żywo: nie
- stabilizacja obrazu: SteadyShot
- waga: ok. 450 g
- wymiary (szerokość x wysokość x głębokość): 128 x 97 x 67,5 (mm)